# Acutandra punctatissima
Acutandra punctatissima (лат.) — вид жуков-усачей из подсемейства прионин. Распространён во Французской Гвиане и в Колумбии.

## Синонимы
По данным сайта BioLib, на май 2016 года в синонимику вида входят:
- Parandra punctata Thomson, 1861
- Parandra punctatissima Thomson, 1861